# Port Medway
Pour les articles homonymes, voir Medway.
Port Medway est une localité de la Nouvelle-Écosse située à Queens sur la rive occidentale du havre de Medway.

## Patrimoine bâti
Port Medway a trois bâtiments inscrit au registre des lieux historiques de la Nouvelle-Écosse, soit le cimetière de Port Medway au niveau municipal et provincial, le temple de Port Medway au niveau provincial et le phare de Port Medway au niveau municipal.